# もちくらさんでーらじお
『もちくらさんでーらじお』は、FM横浜で2014年4月6日放送開始のトーク番組。

## 概要
AKB48・フレンチ・キス（のち独立）の倉持明日香による、初めてのラジオ冠番組。番組開始時に「へいへーい!」と倉持が挨拶するのがお決まりである。倉持が出演した回の「リッスン? 〜Live 4 Life〜」でも、「へいへーい!」と冒頭に書かれたリスナーから投稿されたメールが読まれたことがある。
「もちくら」は「もっちぃ」とは別の倉持の愛称。

## ゲスト
- 横山剣（#1 : 2014年4月6日〈メッセージのみ〉、#24 : 9月14日、#73：2015年8月23日）
- 光邦（メッセージのみ、#1 : 2014年4月6日）
- 柏木由紀、高城亜樹（メッセージのみ、#27 : 2014年10月5日）
- マルシア（#52：2015年3月29日）
- 平野ノラ（#74：2015年8月30日）

## コーナー

### 週替わりコーナー
もっちい散歩
倉持明日香がロケで訪れた散歩の模様を送るコーナー。第2週と第4週の二つに分ける。
もちくらばなし
倉持明日香が、童話・昔話を朗読するコーナー。月の第3週に送る。

## 放送局
| 放送局 | 放送時間             |        |
| ------ | -------------------- | ------ |
| FM横浜 | 日曜日 21:30 - 22:00 | 制作局 |